# Santonium
| ❮ | System      | Serie       | Stufe         | ≈ Alter (mya) |
| ❮ | später      | später      | später        | jünger        |
| - | ----------- | ----------- | ------------- | ------------- |
| ❮ | K r e i d e | Oberkreide  | Maastrichtium | 66 ⬍ 72       |
| ❮ | K r e i d e | Oberkreide  | Campanium     | 72 ⬍ 83,6     |
| ❮ | K r e i d e | Oberkreide  | Santonium     | 83,6 ⬍ 86,3   |
| ❮ | K r e i d e | Oberkreide  | Coniacium     | 86,3 ⬍ 89,7   |
| ❮ | K r e i d e | Oberkreide  | Turonium      | 89,7 ⬍ 93,9   |
| ❮ | K r e i d e | Oberkreide  | Cenomanium    | 93,9 ⬍ 100,5  |
| ❮ | K r e i d e | Unterkreide | Albium        | 100,5 ⬍ 112,9 |
| ❮ | K r e i d e | Unterkreide | Aptium        | 112,9 ⬍ 126,3 |
| ❮ | K r e i d e | Unterkreide | Barremium     | 126,3 ⬍ 130,7 |
| ❮ | K r e i d e | Unterkreide | Hauterivium   | 130,7 ⬍ 133,9 |
| ❮ | K r e i d e | Unterkreide | Valanginium   | 133,9 ⬍ 139,3 |
| ❮ | K r e i d e | Unterkreide | Berriasium    | 139,3 ⬍ 145   |
| ❮ | früher      | früher      | früher        | älter         |

Das Santonium (auch Santon) ist eine chronostratigraphische Stufe der Oberkreide. Sie umfasst in absoluten Zahlen (geochronologisch) den Zeitraum von etwa 86,3 bis etwa 83,6 Millionen Jahre. Es folgt auf das Coniacium und wird vom Campanium abgelöst.

## Namensgebung und Geschichte
Die Gesteinsserien, die diese Stufe typisieren, liegen in der historischen Landschaft Saintonge in der Nähe der französischen Stadt Saintes. Der lateinische Name „Santonum“ für diese Landschaft gab der Stufe den Namen. Henri Coquand schlug 1857 Name und Stufe vor.

## Definition und GSSP
Der Beginn der Stufe wird durch das Erstauftreten der Inoceramen-Art Platyceramus undulatoplicatus definiert. Die Stufe endet mit dem Aussterben der Seelilien-Art Marsupites testudinarius. Als GSSP (globale Typlokalität und Typprofil) für das Santonium wurde das Profil „Cantera de Margas“ bei Olazagutía (Nordspanien) bestimmt.

## Untergliederung
Das Santonium kann in die Unterstufen Unter-, Mittel- und Obersantonium unterteilt werden.
Im Tethysbereich besitzt das Santonium lediglich eine Ammoniten-Biozone:
- Placenticeras polyopsis

Eine feinere Untergliederung kann mit Inoceramen, Foraminiferen und Nannoplankton erreicht werden.